# Fiesso d'Artico
Fiesso d'Artico (Fiesso in veneto) è un comune italiano di 8 619 abitanti della città metropolitana di Venezia in Veneto, situato nel cuore della riviera del Brenta.

## Geografia fisica

### Territorio
Il territorio inizialmente era più vasto di quello attuale ed era diviso in due, Comun Grande di Fiesso e Comun Piccolo Fiessetto.
Fiesso d'Artico fu coinvolto in molte guerre che interessarono la città di Padova (essendo molto vicino ad essa) a causa delle lotte per il succedersi delle varie signorie.
Il territorio di Fiesso appartenne alla cittadina padovana sino al XV secolo d.C. quando passò definitivamente alla Repubblica di Venezia.
Una volta integrato nella Serenissima Fiesso si abbellì dì magnifiche ville veneziane, dimore estive nobili e ricchi mercanti veneziani (ancora oggi molte sono esistenti ed abitate).
La città di Venezia si collegava a Fiesso con il burchiello, un battello adibito a vero e proprio salotto galleggiante.

## Storia
Nel 1806, in seguito all'avvento del Regno d'Italia napoleonico, il comune di Fiesso assunse il titolo di "Municipio".
Nel 1867 il comune di Fiesso prese la denominazione di "Fiesso d'Artico", in onore del Magistrato alle Acque di Venezia Angelo Maria Artico, che ideò un'ultima e definitiva deviazione del fiume Brenta per salvaguardare il paese dalle inondazioni che portavano grande disagio alla popolazione.
La comunità di Fiesso passò quindi attraverso le guerre risorgimentali e le due guerre mondiali, con i lutti (e talvolta le divisioni interne) che tutti questi conflitti produssero.
Negli anni sessanta si sviluppò a Fiesso il settore calzaturiero, che tutt'oggi si distingue a livello internazionale per la qualità e lo stile. Gli anni del boom economico portarono al paese un'ondata di progressivo benessere e di effervescenza culturale; negli anni settanta a Fiesso si esibirono complessi come la PFM, gli Uriah Heep e i Roxy Music.  
Nel 2002 Fiesso d'Artico costituì, insieme al comune di Dolo, l'unione di comuni Città della Riviera del Brenta, a cui si sono aggiunti in seguito anche i comuni di Fossò e Campagna Lupia.

### Simboli
Lo stemma di Fiesso d'Artico è stato concesso con regio decreto del 3 agosto 1930.
(R.D. del 3 agosto 1930)
Il gonfalone è un drappo di azzurro.

## Monumenti e luoghi d'interesse

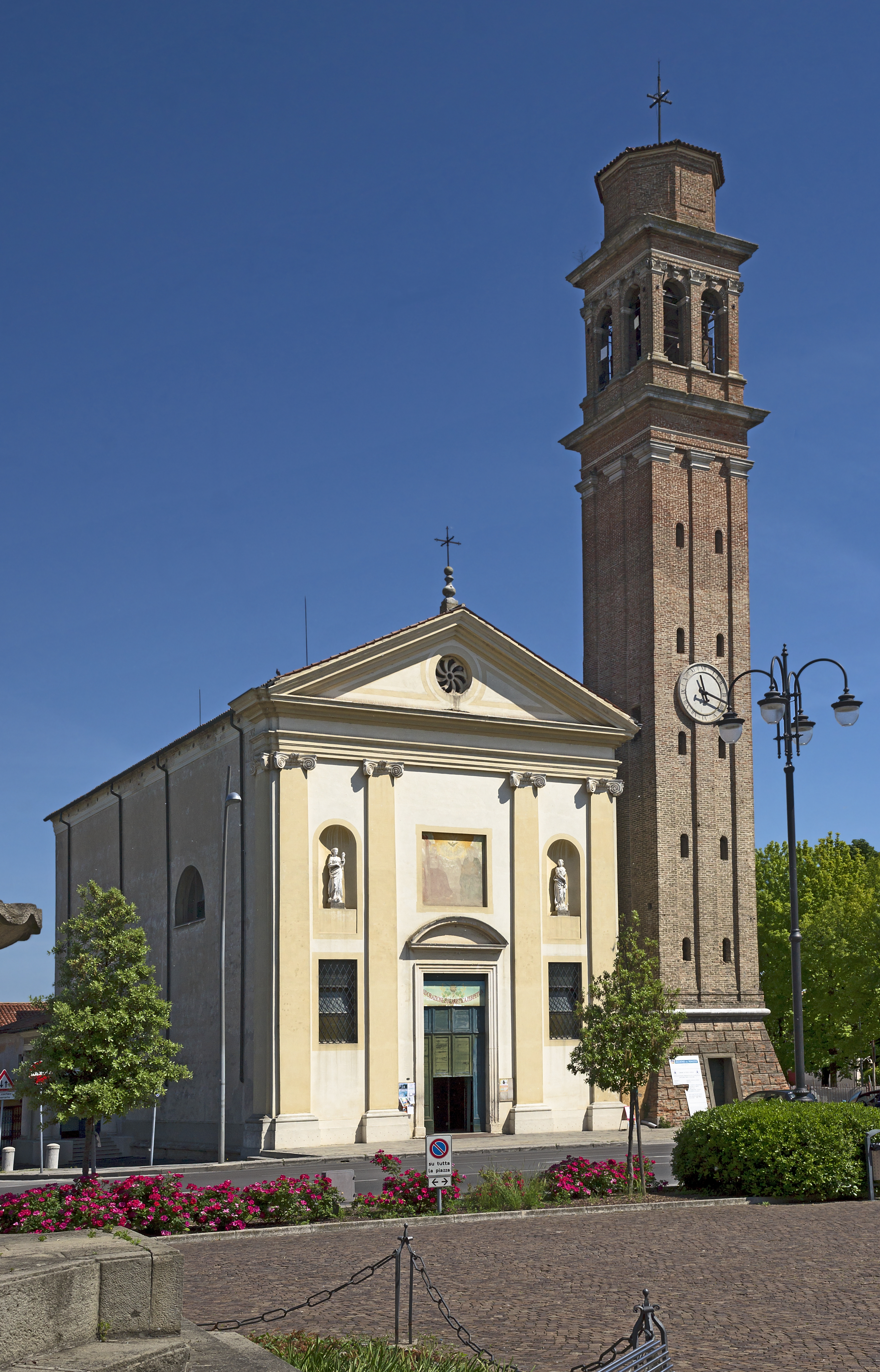
La chiesa

- Chiesa della Santissima Trinità

## Società

### Evoluzione demografica
Abitanti censiti

## Economia

### Turismo
Fiesso è immerso nella caratterizzante bellezza della riviera del Brenta, meta alternativa molto apprezzata dai turisti di tutto il mondo grazie al territorio suggestivo e le splendide ville veneziane.

### Agricoltura
Il territorio circostante è prevalentemente agricolo, c'è una grande produzione di barbabietola da zucchero, grano e mais.

### Energia
A Fiesso, presso una grossa realtà manifatturiera locale, è installato uno dei più grandi impianti geotermici della città metropolitana di Venezia. Una delle peculiarità dell'impianto è costituita dal fatto che le sonde geotermiche sono in polietilene reticolato e non nel più diffuso polietilene ad alta densità.

### Industria
Presente impianto di produzione scarpe di proprietà di LVMH-Louis Vuitton.

## Amministrazione
| Periodo | Periodo   | Primo cittadino   | Partito                  | Carica      | Note |
| ------- | --------- | ----------------- | ------------------------ | ----------- | ---- |
| 2007    | 2011      | Daniela Contin    | centro-sinistra          | Sindaco     |      |
| 2011    | 2011      | Piera Bumma       | -                        | Comm. pref. |      |
| 2011    | 2021      | Andrea Martellato | Forza Italia - Lega Nord | Sindaco     |      |
| 2021    | in carica | Marco Cominato    | Centro-Destra            | Sindaco     |      |

### Gemellaggi
- Saint-Marcellin, dal 2006